# التفكير في القتل
التفكير في القتل، هو مصطلح طبي شائع يصف امتلاك فرد ما أفكار حول القتل. تتنوع هذه الأفكار في مداها؛ فقد تملك بعض الحالات أفكار مجردة حول الانتقام، بينما تصل حالات أخرى إلى خطط قتل مفصلة بالكامل دون تنفيذها. لا يرتكب معظم الأشخاص الذين يفكرون بالقتل أي جرائم. اعترف 50-91% من الأشخاص الذين شملهم استطلاع أجري في جامعات مختلفة في الولايات المتحدة بامتلاكهم تخيلات حول القتل. يعتبر التفكير في القتل من الأمور الشائعة؛ إذ يمثل ذلك 10-17% من مجمل شكايات مراكز الطب النفسي في الولايات المتحدة.
لا يعتبر التفكير في القتل مرضًا بحد ذاته، ولكنه قد ينتج عن أمراض أخرى -كالهذيان والذهان. يقبل في المشفى 89% من المرضى الذين يفكرون بالقتل نتيجة الذهان، وذلك وفقًا لإحدى الدراسات الأمريكية. تضمن ذلك الذهان الناجم عن تعاطي المواد المنشطة (كالذهان المحدث بالأمفيتامين) والذهان المرتبط بالاضطراب فصامي الشكل والفصام. يحدث الهذيان في معظم الحالات نتيجة استهلاك بعض الأدوية أو الإصابة بأمراض عامة أخرى (انظر الفصل الخامس من التصنيف الإحصائي الدولي العاشر للأمراض: الاضطرابات العقلية والسلوكية F05).
ينشأ التفكير في القتل بالتزامن مع المعاناة من اضطرابات الشخصية، ولكن قد يملك بعض الأفراد هذه الأفكار دون المعاناة من أي مرض مشخص. في الواقع، أظهرت الدراسات الاستقصائية امتلاك معظم الأشخاص تخيلات تتعلق بالقتل في مرحلة ما من حياتهم. وفي هذا الشأن، اقترحت العديد من النظريات التي تشرح ذلك.

## التشخيص

### خطر العنف
يعتبر التفكير في القتل عامل خطر مهم في تقييم درجة ميل شخص ما للعنف. يخضع المرضى النفسيون والذين يحضرون إلى المشفى بشكايات نفسية لهذا التقييم بشكل روتيني. يرتبط الأمر بعوامل خطر عديدة أخرى تتضمن:
- ممارسة العنف سابقًا أو التفكير بإلحاق الأذى.
- نقص السيطرة على الانفعال وعدم القدرة على تحقيق الإشباع المتأخر.
- اضطراب اختبار الواقع؛ بشكل خاص التوهمات والهلوسات وإحساس الفرد بسيطرة قوة خارجية عليه أو بالرفض والإذلال أو برغبة الآخرين بأذيته.[1]
- قصة تعاطي مواد.
- قصة معاناة سابقة من اضطراب الشخصية المعادية للمجتمع.
- وجود خلل في الفص الجبهي أو إصابة في الرأس.

### الباثولوجيا النفسية
يكون الذين يفكرون في القتل أكثر عرضة للإصابة بأمراض نفسية أخرى مقارنةً بالأشخاص العاديين. يشمل ذلك التفكير في الانتحار والذهان والهذيان والتسمم. وجدت إحدى الدراسات ارتفاع احتمال ارتكاب الأشخاص المصابين بالفصام أعمال العنف –ومن ضمنها القتل.
قد تنشأ أفكار القتل بالتزامن مع الاضطرابات السلوكية كاضطرابات الشخصية (خاصةً اضطراب السلوك واضطراب الشخصية النرجسية واضطراب الشخصية المعادية للمجتمع). أظهرت دراسة في فنلندا ارتفاع خطر ممارسة العنف لدى الأشخاص الذين يعانون من اضطراب الشخصية المعادية للمجتمع بشكل أكبر من الأشخاص المصابين بالفصام. أشارت الدراسة نفسها إلى عدم ارتباط العديد من الاضطرابات النفسية الأخرى بزيادة خطر العنف، وأهمها الاكتئاب واضطرابات القلق والإعاقة الذهنية.
قد يمتلك الأشخاص الذين يتمتعون بصحة جيدة أفكارًا حول القتل، وهذا يظهر بوضوح من خلال امتلاك معظم الأفراد -ضمن الاستطلاع- تخيلات تتعلق بالقتل. أجريت الأبحاث لكشف العوامل المحرضة لتخيلات القتل، وقد وجد أحد الأبحاث ارتباط معظم الحالات باضطراب العلاقة مع الشريط بطريقة ما. قد تدفع الغيرة أو الانتقام والجشع/الشهوة أو حتى الخوف والدفاع عن النفس إلى التفكير بالقتل أو تنفيذه في معظم الحالات. ترتبط جرائم القتل وأعمال العنف باضطرابات نفسية في حالات قليلة. لا تملك جرائم وتخيلات القتل لدى الأشخاص المضطربين نفس المحرضات التي يملكها الأشخاص العاديين، ولكن يرتبط وجود هذه المحرضات بارتفاع خطر العنف مقارنةً بالأحوال العادية. 
يرتفع خطر الانتحار لدى الأشخاص الذين يفكرون في القتل، وهذا يفسر الحاجة إلى تقييم خطر الانتحار لديهم.

### أفكار قاتلة زائفة ومختلقة
يصطنع بعض الأشخاص التفكير بالقتل في بعض الأحيان. قد يقومون بذلك لجذب الانتباه أو لإجبار شخص ما –أو مجموعة من الأشخاص- على القيام بشيء ما أو لتجنب الالتزام الاجتماعي أو القانوني (عبر الحصول على قبول في المستشفى) -انظر الاضطراب المفتعل أو التمارض.

## نظريات
شرحت عدة نظريات ظاهرة التفكير في القتل أو القتل نفسه. تتداخل العديد من هذه النظريات فيما بينها، ولا ينفي أحدها الآخر. قطعت بعض النظريات شوطًا في تفسير الكثير من الجوانب، ولكن لا توجد حاليًا نظرية واحدة مفسرة لجميع الظواهر المرتبطة بالقتل. تتبع معظم هذه النظريات منطق النظريات المدروسة في علم الإجرام. يوجد أدناه ملخص موجز للنظريات الخاصة بجرائم القتل.

### التكيف مع القتل
تصنف كأحدث النظريات التطورية، وتدعي أنها مفسرة لمعظم الظواهر المرتبطة بالقتل. تكيف البشر –وفقًا للنظرية- مع التفكير و/ أو التخطيط للقتل. تفسر النظرية تفكيرنا بالأمر باعتباره وسيلة نستخدمها لحل مشاكلنا (في حال وجود خطر علينا أو على شريكنا أو على مواردنا). يشمل التفكير في القتل مجموعة من العمليات المتعلقة بالقاتل والضحية (درجة الارتباط وصلة القرابة والجنس والقيمة الإنجابية والحجم ودرجة قوة العائلة والحلفاء والموارد) والتكاليف المحتملة لاستخدام هذه الإستراتيجية هائلة العواقب. قد يمثل القتل الحل الفعال، في حال قرر الفرد أنه الخطة الأنسب.

### فرضية الحدث العرضي (الهفوة)
يعتبر القتل وفقًا لهذه الفرضية خطأ أو رد فعل مفرط الشدة. يملك الإنسان آليات نفسية طبيعية تتعلق بالحفاظ على الممتلكات والشريك والسلامة الشخصية، ولكنها قد لا تكون كافية في ظل ظروف مجهدة معينة؛ إذ تتطور حينها آليات غير طبيعية. قد تؤدي بعض الظروف إلى تطوير الفرد ردود فعل مفرطة الشدة تصل للقتل دون تصرف الشخص بهذه الطريقة في الحالات الطبيعية.

## العلاج
لا تتوفر الكثير من المعلومات حول تدبير المرضى الذين يعانون من أفكار قاتلة. يعالج هؤلاء المرضى في الدول الغربية ضمن قطاع الشرطة والصحة. اتفقت الجهات المعنية عمومًا على حاجة هؤلاء الأشخاص للمساعدة الطبية، على الرغم من ارتفاع خطورة تنفيذهم لأفكار القتل. وبشكل عام، يجب نقلهم بسرعة إلى مكان يمكن فيه إجراء تقييم كامل لعلاج أي اضطراب طبي أو نفسي كامن.